# Кариогамия
Кариогами́я (от греч. καρυών — орех, ядро и греч. γάμος — брак) — слияние пронуклеусов двух клеток в ходе оплодотворения.
При оплодотворении в ходе кариогамии восстанавливается парность гомологичных хромосом и, таким образом, диплоидный набор хромосом. Кариогамия может происходить сразу после слияния гамет (например, у морского ежа) или чаще по прошествии некоторого времени — в ходе метафазы первого деления дробления. 
У некоторых животных (например, у циклопа), водорослей и грибов мужское и женское ядра тесно сближаются, но не сливаются, образуя так называемый дикарион. У грибов в ходе парасексуального процесса формируется зачастую нестабильное диплоидное ядро (гетерокарион), причём рекомбинация происходит именно на стадии распада гетерокариона.